# Amarynkeus
Amarynkeus (altgriechisch Ἀμαρυνκεύς Amarynkeús) ist eine Gestalt der griechischen Mythologie.
Amarynkeus war laut Pausanias ein Sohn des Pyttios und aus Thessalien zugezogener Bundesgenosse des Augeias, Königs von Elis, als dieser sich für einen Krieg gegen Herakles wappnete. Augeias nahm Amarynkeus auch zum Mitregenten an.
Im Gegensatz dazu nennt Eustathios Amarynkeus einen Sohn des Alektor und der Diogeneia.
Schließlich gibt Hyginus an, dass Amarynkeus ein Sohn des  Onesimachos gewesen sei und mit 19 Schiffen am Zug der Griechen gegen Troja teilgenommen habe.
Bei Homer erscheint er als König der Epeier, und diesem Dichter zufolge nahm auch nicht er, sondern sein Sohn Diores am Trojanischen Krieg teil. Nach seinem Ableben veranstalteten seine Söhne anlässlich seines prächtigen Leichenfestes in Buprasion Wettspiele, bei denen Nestor fast überall siegte und sich nur im Wagenrennen den Aktorionen geschlagen geben musste.